# Shary-An Nivillac
Shary-An Nivillac (Den Haag, 22 mei 1992) is een Nederlands zangeres, bekend van The voice of Holland. Sindsdien bracht ze onder andere de singles Read My Book en Never Played The Bass uit, die de Nederlandse Top 40 hitlijsten haalden. In 2017 bracht ze haar laatste album Project Me uit.

## Biografie
In 2011 deed Nivillac mee aan het eerste seizoen van het RTL 4-programma The voice of Holland. Ze zat in het team van Angela Groothuizen en moest het programma in de halve finale verlaten. Hierna ging Nivillac meteen aan de slag met haar single Six Feet Under. Op 13 mei 2011 bracht ze haar tweede single uit, Mr. Know it All. 
In september 2011 bracht Nivillac haar debuutalbum Love me for who I am uit. In oktober 2011 kwam haar derde single uit, Try my love again. In februari 2012 kwam haar vierde single uit, Read my book. Dit is haar eerste single die de Nederlandse Top 40 haalde, deze behaalde de 26e plek. In mei 2012 bracht ze een cover uit van het nummer Never played the bass, oorspronkelijk geschreven en uitgevoerd door singer-songwriter Nabiha; deze haalde eveneens de hitlijsten.
Daarnaast zette Nivillac in 2013 haar eerste stappen op presentatiegebied als ‘Music Master’ in het televisieprogramma Music Academy. Een aantal jaar later, in 2016, verzorgde ze meerdere afleveringen de muziek in het televisieprogramma Carlo's TV Café. Eind 2018 stond Nivillac in het voorprogramma van de tour van zanger Nielson.
In juni 2019 werd bekendgemaakt dat Nivillac haar musicaldebuut gaat maken in de musical Lazarus, over een van de laatste werken die David Bowie voor zijn overlijden maakte. In 2019 was Nivillac een van de deelnemers van het twintigste seizoen van het RTL 4-programma Expeditie Robinson, ze behaalde de finale en eindigde op de derde plaats.
In juni 2021 vertolkte ze de rol van Majamei in de Videoland-serie Follow de SOA.

## Privé
Nivillac is getrouwd en heeft twee kinderen.

## Discografie

### Albums
| Album met eventuele hitnotering(en) in de Nederlandse Album Top 100 | Datum van verschijnen | Datum van binnenkomst | Hoogste positie | Aantal weken | Opmerkingen     |
| ------------------------------------------------------------------- | --------------------- | --------------------- | --------------- | ------------ | --------------- |
| Love me for who I am                                                | 2011                  | 01-10-2011            | 60              | 3            |                 |
| Love me for who I am DeLuxe Edition                                 | 03-10-2012            |                       |                 |              | 6 nieuwe tracks |
| Project Me                                                          | 2017                  |                       |                 |              |                 |

### Singles
| Single met eventuele hitnotering(en) in de Nederlandse Top 40 | Datum van verschijnen | Datum van binnenkomst | Hoogste positie | Aantal weken | Opmerkingen                 |
| ------------------------------------------------------------- | --------------------- | --------------------- | --------------- | ------------ | --------------------------- |
| Killing me softly                                             | 2010                  | -                     |                 |              | Nr. 67 in de Single Top 100 |
| Ain't got no                                                  | 2011                  | -                     |                 |              | Nr. 16 in de Single Top 100 |
| Six feet under                                                | 2011                  | 02-04-2011            | tip6            | -            | Nr. 9 in de Single Top 100  |
| Mr. Know it all                                               | 2011                  | 04-06-2011            | tip4            | -            | Nr. 22 in de Single Top 100 |
| Try my love again                                             | 2011                  | 15-10-2011            | tip12           | -            | Nr. 28 in de Single Top 100 |
| Read my book                                                  | 2012                  | 25-02-2012            | 26              | 6            | Nr. 16 in de Single Top 100 |
| Never played the bass                                         | 2012                  | 14-07-2012            | 26              | 7            | Nr. 32 in de Single Top 100 |
| Easy go                                                       | 17-05-2013            | 08-06-2013            | tip9            | -            |                             |
| Expeditie                                                     | 2019                  | -                     |                 |              | met Kalvijn                 |

## Trivia
- In 2011 deed Nivillac mee aan het televisieprogramma De Nationale IQ Test. Ze behaalde een score van 81 punten.[5]